# Assassinio premeditato
Assassinio premeditato (A Blueprint for Murder) è un film del 1953 diretto da Andrew L. Stone.

## Curiosità
Il modellino usato per raffigurare la nave è lo stesso usato in Titanic, Gli uomini preferiscono le bionde e Traversata pericolosa.